# Шев'якине
Шев'я́кине — село у Синельниківському районі Дніпропетровської області. Входить до складу Васильківської селищної громади. Населення становить 198 осіб. Колишній орган місцевого самоврядування — Павлівська сільська рада.

## Історія
12 червня 2020 року, відповідно до розпорядження Кабінету Міністрів України № 709-р від «Про визначення адміністративних центрів та затвердження територій територіальних громад Дніпропетровської області», увійшло до складу Васильківської селищної громади.
19 липня 2020 року, в результаті адміністративно-територіальної реформи і ліквідації Васильківського району, село увійшло до складу новоутвореного Синельниківського району.

## Географія
Село Шев'якине розташоване в центрі Синельниківського району на лівому березі річки Соломчина. Річка в цьому місці пересихає. На півдні межує з селом Павлівка, на сході з селищем Васильківка та на заході з селом Червона Долина. Поруч проходить залізниця, станція Платформа 283 км за 1,5 км.

## Освіта
В селі діє Комунальний заклад освіти "Професійно-технічне училище" Дніпропетровської обласної ради", яке готує фахівців зі спеціальностей: кухар, кондитер, робітник фермерського господарства, тракторист, водій та слюсар-ремонтник. При КЗО"ВПТУ" ДОР" є гуртожиток.

## Населення

### Мова
Розподіл населення за рідною мовою за даними перепису 2001 року:
| Мова       | Кількість | Відсоток |
| ---------- | --------- | -------- |
| українська | 194       | 97.98%   |
| російська  | 2         | 1.01%    |
| білоруська | 2         | 1.01%    |
| Усього     | 198       | 100%     |

## Уродженці
- Карась Роман Валентинович (1985—2015) — солдат Збройних сил України, учасник російсько-української війни.